# Gaillan-en-Médoc
Gaillan-en-Médoc è un comune francese di 2 080 abitanti situato nel dipartimento della Gironda nella regione della Nuova Aquitania.

## Società

### Evoluzione demografica
Abitanti censiti